# Polyerata decora
O beija-flor-encantador ou colibri-de-coroa-brilhante (nome científico: Polyerata decora) é uma espécie de ave apodiforme pertencente à família dos troquilídeos, que inclui os beija-flores.
Pode ser encontrada nos seguintes países: Costa Rica e Panamá.
Os seus habitats naturais são: florestas subtropicais ou tropicais húmidas de baixa altitude e florestas secundárias altamente degradadas.